# ワイ・イー・データ
株式会社ワイ・イー・データは、埼玉県入間市にあった、パソコン周辺機器などの製造、販売、データ復旧事業も行った会社。安川電機の子会社。
2019年3月1日に安川コントロール株式会社へ事業統合のため吸収合併されて解散。

## 沿革
- 1973年9月 - 東京都豊島区に株式会社ワイ・イー・データを設立。
- 1985年12月 - 東京証券取引所2部に上場。
- 1993年6月 - 本店を埼玉県入間市大字新光182番地に移転。
- 2009年1月 - 民事再生手続中のプロデュースより、子会社の株式会社ワイディー・メカトロソリューションズへ事業の一部譲受。
- 2014年9月 - 株式会社ワイディー・メカトロソリューションズを吸収合併。
- 2015年7月 - 上場廃止。株式交換により安川電機の完全子会社となる。
- 2017年1月 - 情報セキュリティ事業(データ復旧事業の部門)を新設分割によりA1データ株式会社として分社。[2]
- 2019年3月1日 - 安川コントロール株式会社に吸収合併され解散。公式HPは 2019年4月30日をもって閉鎖。[1]

## 関連会社
- ゼネラルパッカー株式会社
- 唯一奉思工程服務股有限公司
- A1データ株式会社　（公式ページ：https://www.a1d.co.jp/）